# Fondarella
 Fondarella es un municipio español perteneciente a la provincia de Lérida (Cataluña), en la comarca de Plana de Urgel, de pequeña extensión, situado  en la parte central de esta, al oeste de la capital comarcal.

## Geografía
Integrado en la comarca de Plana de Urgel, se sitúa a 24 kilómetros de la capital provincial. El término municipal está atravesado por la Autovía del Nordeste A-2 entre los pK 483 y 485, además de por la antigua carretera N-II. 
El relieve del municipio es el propio de la comarca, una llanura atravesada por acequias para el regadío y algunos pantanos artificiales al suroeste. La altitud oscila entre los 240 metros y los 280 metros, estando el pueblo a 243 metros sobre el nivel del mar. 
| Noroeste: Sidamunt y Palau de Anglesola | Norte: Palau de Anglesola | Noreste: Palau de Anglesola y Mollerusa |
| Oeste: Sidamunt                         |                           | Este: Mollerusa                         |
| Suroeste: Torregrosa                    | Sur: Mollerusa            | Sureste: Mollerusa                      |

## Geografía humana

### Demografía
Cuenta con una población de 805 habitantes (INE 2024).
| Gráfica de evolución demográfica de Fondarella entre 1842 y 2021                                                      |
| |
| Población de derecho según los censos de población del INE. Población de hecho según los censos de población del INE. |

| 1900 | 1930 | 1950 | 1970 | 1981 | 1986 |
| ---- | ---- | ---- | ---- | ---- | ---- |
| 387  | 416  | 453  | 521  | 516  | 547  |